# Purdis Farm
Purdis Farm – civil parish w Anglii, w hrabstwie Suffolk, w dystrykcie East Suffolk. Miejscowość liczy 1743 mieszkańców.